# Hausen (Rhön-Grabfeld)
Hausen é um município da Alemanha, situado no distrito de Rhön-Grabfeld, no estado da Baviera. Tem 24,21 km² de área, e sua população em 2019 foi estimada em 675 habitantes.